# Jüdischer Friedhof (Humpolec)

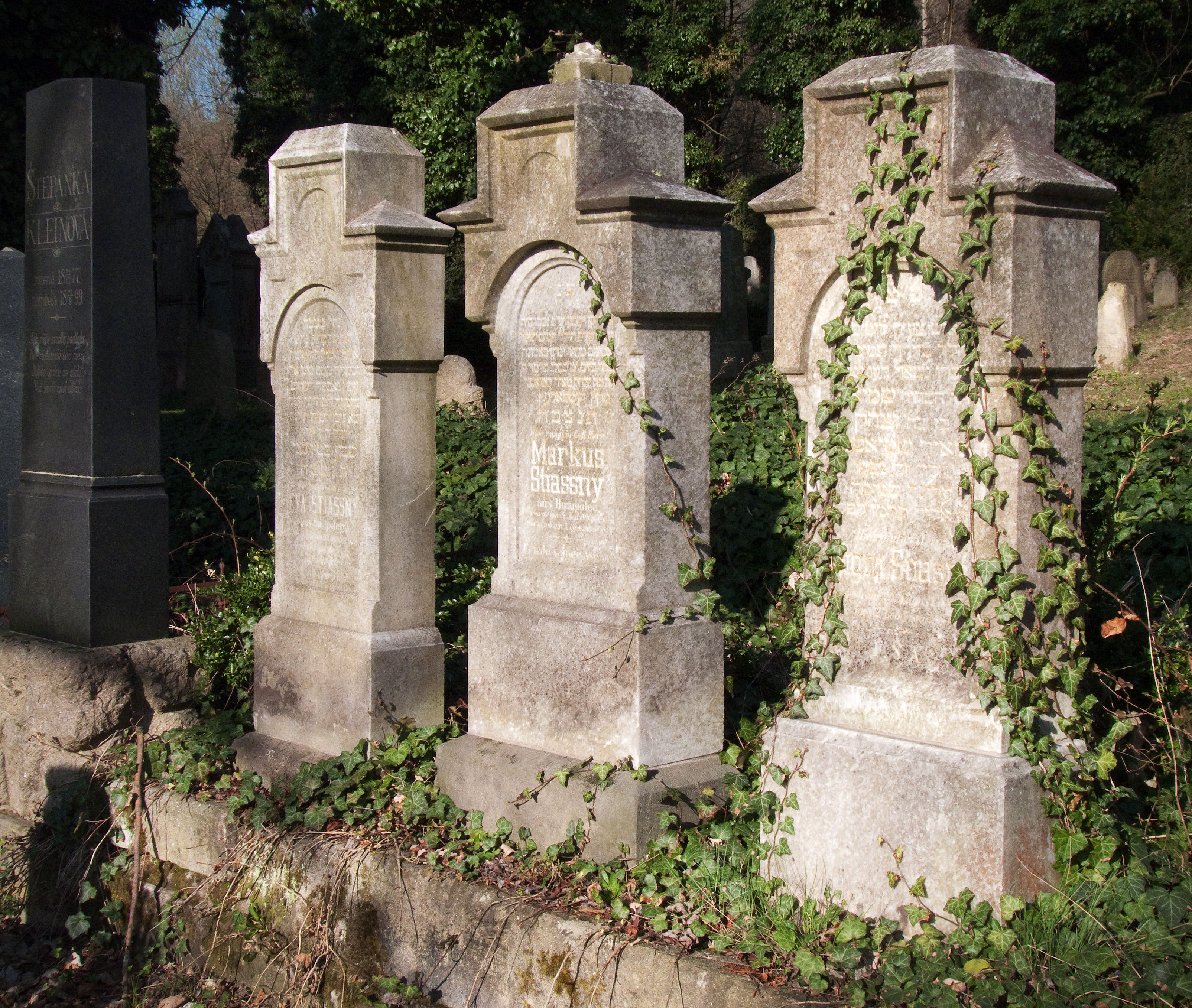
Jüdischer Friedhof in Humpolec

Der Jüdische Friedhof in Humpolec (deutsch Humpoletz, vor allem 1939–1945 auch Gumpolds), einer Stadt im Bezirk Okres Pelhřimov in Tschechien, besteht seit Anfang des 18. Jahrhunderts.

## Geschichte
Der Friedhof wurde diversen Quellen zufolge 1710, 1716, 1719 bzw. 1728 in zwei Stufen angelegt und im 19. Jahrhundert zweimal erweitert. Heute nimmt er eine Fläche von 3658 m² ein. 1728 wurde durch den Vorsitzenden Isák Marek Falg auch die Beerdigungsgesellschaft Chewra Kadischa gegründet. Der Friedhof befindet sich knapp einen Kilometer nordöstlich des Zentrums der Stadt.
Seit 1958 ist der Friedhof in Humpolec als Kulturdenkmal registriert.

## Grabsteine
Heute befinden sich auf dem Friedhof etwa 1000 Grabsteine, deren älteste aus dem 18. Jahrhundert stammen. Das letzte Begräbnis fand 1942 statt, drei Monate vor der Deportation der Juden aus Humpolec in das KZ Theresienstadt.
Auf dem Friedhof wurden auch Juden aus der näheren Umgebung bestattet (Lipnice, Kaliště, Želiv, Věž), und man findet dort Grabsteine mehrerer bekannter Persönlichkeiten:
- Simon und Marie Mahler, Großeltern des Komponisten Gustav Mahler
- Josef Mahler, Onkel von Gustav Mahler, sowie weitere Familienangehörige wie Bernard und Anna Mahler
- Jakob Kafka (1814–1889), Großvater von Franz Kafka, sowie Leopold Lowy, Onkel Franz Kafkas Mutter Julie Kafka
- Grabsteine der Familie Bauer, den Verwandten des sozialdemokratischen Politikers Otto Bauer; Mitglieder der Familie vertraten zeitweilig die jüdische Gemeinschaft im Rat von Humpolec
- Grabsteine der Familie Mandler, u. a. der Eltern des Malers Ernst Mandler